# Hubert de Sainte-Marie
Hubert de Sainte-Marie (1923-1991) est un maître-verrier de Quintin (Côtes-d'Armor).

## Sa vie
Hubert de Sainte-Marie, petit-neveu du maréchal Lyautey, naît à Reims le 30 août 1923 de parents parisiens et de grands-parents rémois. Élève chez les Jésuites de Reims, il découvre la Bretagne lors des vacances scolaires d'été à Carantec de 1931 à 1936. Étudiant à l'École des Beaux-Arts de Reims en 1940, il passe le concours d'entrée à l'École des beaux-arts de Paris (section architecture), puis se dirige ensuite vers l'École Nationale des Arts Décoratifs où il exerce son talent au sein de l'atelier de fresque. En 1944, après deux années à l'École Nationale des Arts Décoratifs de Paris, Hubert de Sainte-Marie intègre l'École des Métiers d'Art de Paris (section Vitrail). C'est en 1946 qu'il est une première fois distingué en étant lauréat du concours des vitraux pour le Sacré-Cœur de Montmartre organisé par les Monuments Historiques.
Après son mariage en décembre 1945 avec Françoise Rabin, artiste décoratrice, il s'installe dans la région parisienne à Montreuil-sous-Bois.
Il se forme au dessin à Montparnasse dans l'atelier de Robert Lesbounit.
Un projet de collaboration avec François Planeix, tisserand à Uzel, pour créer un Centre artisanal conduit les Sainte-Marie à Quintin.
Le projet n'aboutit pas mais Hubert de Sainte-Marie et son épouse restent à Quintin et installent leur atelier dans le vieux château du XVIIe siècle grâce à l'appui de Jean de Bagneux, maire de Quintin. Nous sommes en 1947, l'aventure du maître-verrier commence.
Les premières années sont difficiles mais les commandes de création et de restauration de verrières s'amplifient. Un autre atelier, plus vaste, est monté Chemin de la Perche, à côté de sa maison d'habitation.
Entre 1968 et 1980, cet atelier est complété d'un atelier de peintures et tentures murales animé dès 1967 par son épouse Françoise. S'ouvre une période de 44 années d'activité (1947-1991). De sa première verrière en l'église Sainte-Suzanne-sur-Vire (Manche) en 1948 jusqu'à l'achèvement de l'église de Fouesnant en 1983, le maître verrier Hubert de Sainte- Marie intervient sur les chapelles, églises et cathédrales de la Bretagne et de Normandie (département de la Manche).
Son premier véritable chantier concerne l'église Saint-Efflam de Plestin-les-Grèves (6 verrières de 1950 à 1954). Très vite l'entreprise se fait un nom. Vont suivre notamment les créations destinées aux églises de Caulnes (14 verrières et lucarnes), Plomodiern, Plouédern puis aux cathédrales de Coutances, de Saint-Brieuc (4 verrières), de l'église Saint-Nicolas de Coutances ou de l'église Saint-Tugdual de Tréguier (25 verrières).
Son périmètre de travail s'étend même sur bien d'autres départements de France et même à l'étranger. Malgré ses talents pour le vitrail abstrait, c'est pour la qualité de ses vitraux à motifs religieux qu'il est le plus souvent embauché. Entouré en général de cinq à dix employés dans son atelier, Hubert de Sainte-Marie travaille le verre dans un style classique, peinture sur verres plats colorés ou peints, découpés et assemblés par une résille de plomb.
Bien intégré à la région, et en collaboration avec l'architecte en chef des monuments historiques, il intervient également sur des vitraux bretons du XIIIe au XVIe siècle. Tous ses efforts lui valent la médaille d'argent de l'académie de l'architecture en 1977.
Amateur de toute sorte d'art, il n'hésite pas à réaliser d'autres types d'œuvres tels un bas-relief pour la mairie de Guingamp ainsi qu'à en dessiner le mobilier.
On lui doit aussi les peintures murales d'inspiration biblique qui ornent la chapelle Saint-Gilles de Plaintel (1978).
Après avoir œuvré comme maître verrier pendant plus de 40 ans, Hubert de Sainte-Marie décède le 18 avril 1991.
Depuis 1992, la direction de l'atelier est confiée à Michaël Messonnet, l'un de ceux que le défunt maître artisan a jadis formés.
L'entreprise individuelle opte pour la forme de SARL et sa dénomination sociale est "HSM Sainte-Marie Vitraux". Les activités cessent définitivement le 8 juin 2012.

## Son œuvre
- Cathédrale Saint-Samson de Dol-de-Bretagne : restauration de la grande verrière du XIIIe siècle entre 1984 - 1986, restauration de panneaux d'Eugène Oudinot remplacés par Jean-Jacques Gruber et provenant d'une restauration de 1871 de la grande verrière, restitués en trois vitraux : Vie de sainte Marguerite, vie d'Abraham et vie du Christ[5] ; Annonciation, Nativité, Calvaire[6] ; Vie d'Abraham[7] ; verrière de la baie 33 (verrière décorative)[8].
- Chapelle Saint-Cado : verrière datée de 1960, La Légende de saint Cado[9].
- Chapelle Saint-Christophe de Lorient : trois vitraux du chevet.
- Église Notre-Dame de La Ferrière (Côtes-d'Armor). Plusieurs vitraux, dont un Arbre de Jessé. Martyre de sainte Barbe, en trois panneaux : baie 10, « Devant le roy son père » ; baie 8 : « Comment le prévot la fit fouetter de verges » ; baie 6 : « Son père la mit à mort »[10].
- Cathédrale Saint-Tugdual de Tréguier : vitraux du chœur.
- Église Saint-Gilles de Malestroit : trois vitraux non figuratifs.
- Île de Sein, église paroissiale : verrière.
- Église Saint-Pierre de l'Île-Saint-Denis : verrière historiée représentant le baptême du Christ[11].
- Paimpont : Baie de chevet, étude no 2 ; baie de chevet, étude no 3 ; relevé de deux vitraux[12].
- Église paroissiale Notre-Dame (Trémargat) : peinture monumentale d'une scène biblique (cycle narratif : Entrée à Jérusalem, Cène, Agonie du Christ, Arrestation, Jésus devant Pilate, Flagellation du Christ, Crucifixion, Tirage au sort des vêtements, Descente de Croix, Déploration, Résurrection)  - Costumes contemporains bretons et uniformes de soldats avec casques et fusils[13].
- Chapelle Sainte-Marguerite (Rédené) : verrière du chevet (scènes de la vie de sainte Marguerite, 1963)[14].
- Collégiale Saint-Evroult de Mortain-Bocage dans la Manche en Normandie : programme complet de verrières, 1954 (Saint Guillaume Firmat -  saint Michel -  saint Vital -  sainte Marie Madeleine Postel -  saint Auguste Chapdelaine)[15].

Église Saint-Louis de Trégenestre (Meslin, Côtes d'Armor) : vitraux